# Museo dell'università di Bergen
Il Museo dell'università di Bergen è stato fondato nel 1825 con il nome di "Museo di Bergen", nel 1946 quando venne istituita l'Università di Bergen il museo entrò a far parte dell'università e ne venne modificato il nome.
Il museo comprende due collezioni, quella di storia naturale e quella di storia della cultura, esposte in due edifici entrambi situati nel campus dell'università. Il museo gestisce inoltre il giardino botanico di Bergen, l'arboreto e il giardino del museo.

## Storia
Il museo venne fondato con il nome di Bergens Museum nel 1825 da Wilhelm Frimann Koren Christie, presidente dello Storting. Le collezioni comprendevano diversi tipi di oggetti, una collezione d'arte, arredi sacri, una collezione etnografica norvegese, e oggetti e materiali legati alla storia della pesca. Le diverse collezioni costituirono poi la base di partenza per la creazione di altri musei di Bergen, la pinacoteca di Bergen, il museo d'arte decorativa della Norvegia occidentale, il Museo marittimo di Bergen e il Museo norvegese della pesca.
Nel 1840 il museo venne allestito in un edificio costruito appositamente allo scopo, nel 1866, il museo si trasferì nuovamente in una sede progettata dall'architetto danese Johan Henrik Nebelong, l'aggiunta delle due ali laterali è del 1898. Nell'edificio storico si trova la collezione di storia naturale mentre quella di storia culturale nel 1927 è stata trasferita in un edificio progettato dall'architetto Egill Reimers.
Sotto la direzione di Daniel Cornelius Danielssen il museo si sviluppò anche come istituto di ricerca di scienze naturali, nel tempo diversi scienziati ebbero ruoli di rilievo nella gestione del museo, tra questi Jørgen Brunchorst, il geologo Carl Fredrik Kolderup e l'archeologo Haakon Shetelig.
Nel 1946, quando fu istituita l'Università di Bergen, il museo vi venne incorporato, nel 2011 cambiò nome per assumere quello attuale di Museo dell'università di Bergen.